# Carro maletero

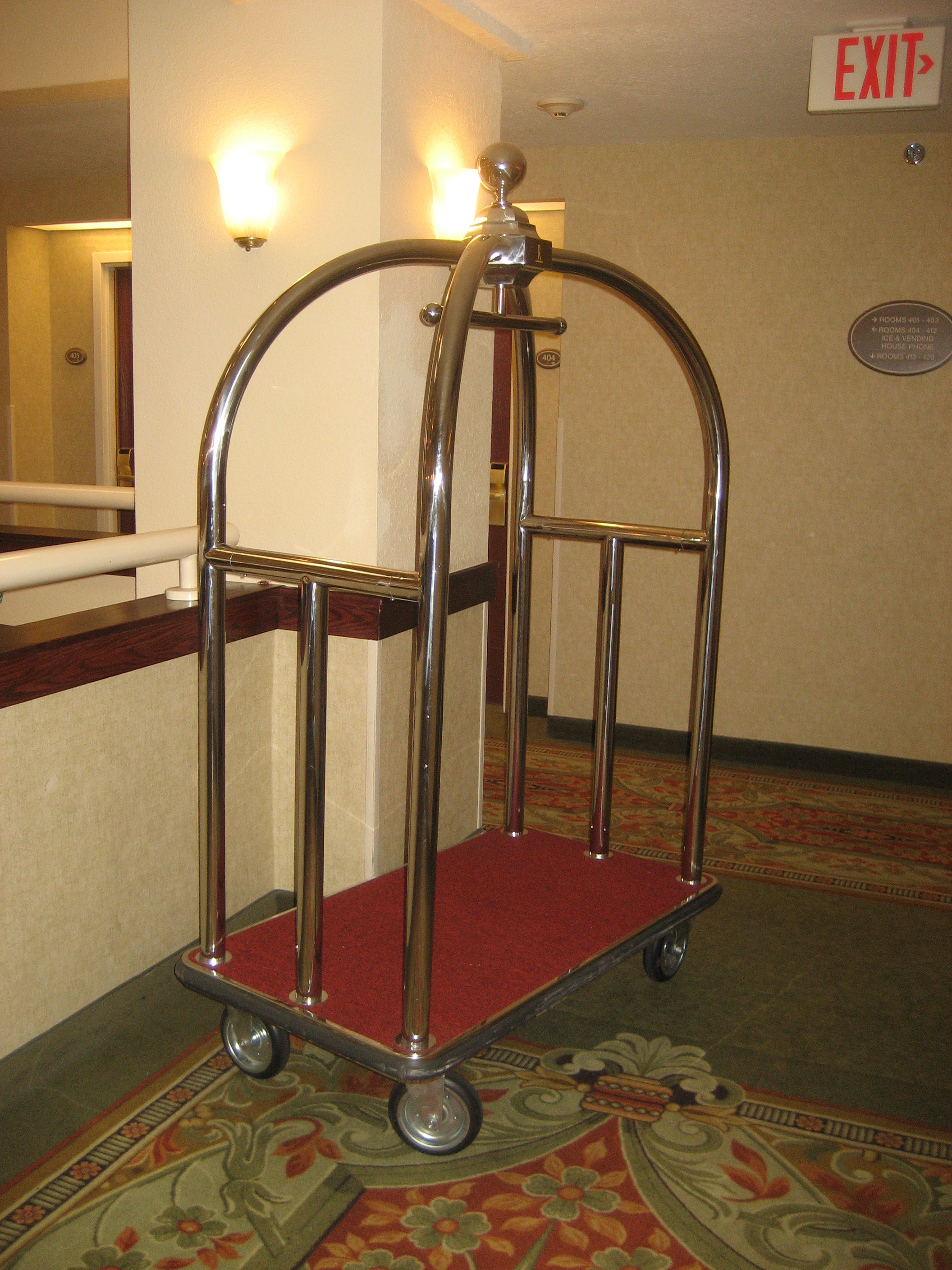
Carro maletero

Un carro maletero es un dispositivo diseñado para el movimiento de maletas y otros elementos de equipaje. 
Consiste en una plataforma con ruedas sobre la que se depositan maletas, bolsas y otros objetos de viaje. Consta de una estructura metálica con una barra superior en la que se cuelgan perchas con trajes o vestidos. En ocasiones, adoptan la forma de góndola semicircular con una argolla o barra superior con el mismo propósito de colgar prendas. 
Los carros maleteros los usan los porteros o botones de los hoteles de lujo para introducir el equipaje de los viajeros en el establecimiento y distribuirlo por las habitaciones. Se trata de un servicio prestado a los huéspedes del hotel evitándoles el acarreo de las maletas en el tramo final del viaje.
- Datos: Q5753714